# Іларіон Еліясевич

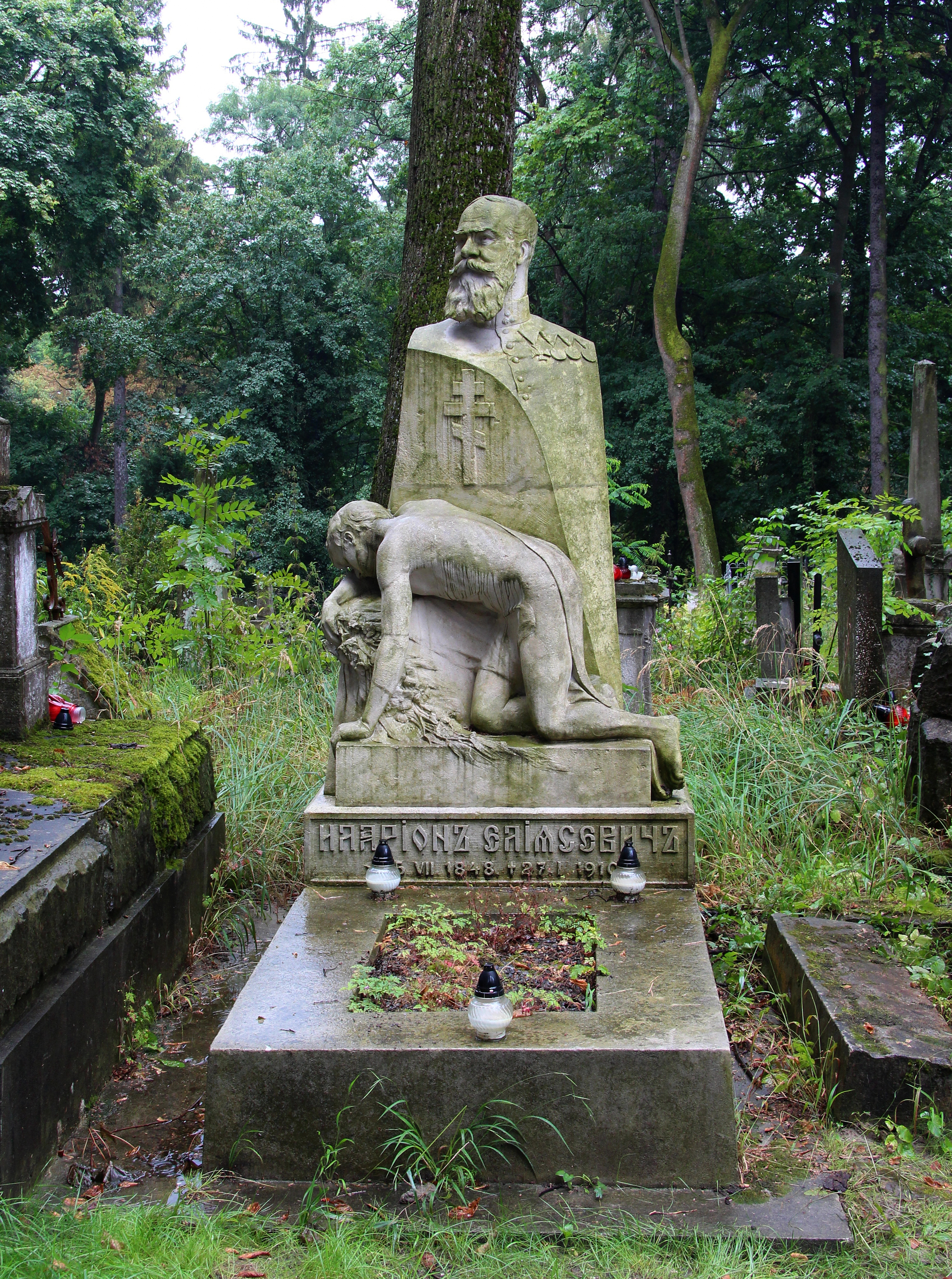

Іларіон Еліясевич (пол. Hilary Eliasiewicz; 1848—1910) — український пожежник, заступник начальника пожежної охорони Львова до 1910 року.
Закінчив два класи гімназії та офіцерську школу при 80-му полку піхоти, був інструктором з гімнастики для офіцерів. Дослужився до звання сержанта. Володів польською, українською та німецькою мовами.
Обіймав посаду заступника начальника пожежної охорони Львова (начальником був Павел Праун). У жовтні 1909 року на фабриці Івана Левинського на Янівській рогатці стався вибух цистерни з нафтою. Вогонь охопив покрівлю будинку і перекинувся на інші приміщення. Пожежники загасили пожежу тільки опівночі, а Г. Еліясевич знаходився на передових позиціях, потрапляючи під струмені холодної води. Через це він захворів — тяжка простуда дала ускладнення, що призвели до смерти 27 січня 1910 року.
Похований на Личаківському цвинтарі у Львові (поле № 15). На могила стоїть пам'ятник авторства Григорія Кузневича — бородатий чоловік у службовому мундирі з рядом нагород, перед яким в глибокій журбі схилився юнак із букетом квітів. Погляд пам'ятника спрямований навпроти — на іншому боці алеї поховані дружина та син пожежника. Пам'ятник вважають одним із перших взірців сецесії в українській пластиці.